# Klubi Futbollit Tirana 2002-2003

## Rosa
| N. |                        | Ruolo | Calciatore      |
| -- | ---------------------- | ----- | --------------- |
|    | Albania (bandiera)     | P     | Isli Hidi       |
|    | Nigeria (bandiera)     | P     | Ndubuisi Egbo   |
|    | Paesi Bassi (bandiera) | D     | Jan Veenhof     |
|    | Albania (bandiera)     | D     | Gentian Hajdari |
|    | Albania (bandiera)     | D     | Alban Tafaj     |
|    | Albania (bandiera)     | D     | Rudi Vata       |
|    | Albania (bandiera)     | D     | Nevil Dede      |
|    | Albania (bandiera)     | D     | Rezart Dabulla  |
|    | Albania (bandiera)     | D     | Ansi Agolli     |
|    | Albania (bandiera)     | D     | Elvis Sina      |
|    | Albania (bandiera)     | C     | Devis Mukaj     |
|    | Albania (bandiera)     | C     | Suad Liçi       |

| N. |                      | Ruolo | Calciatore       |
| -- | -------------------- | ----- | ---------------- |
|    | Albania (bandiera)   | C     | Sokol Bulku      |
|    | Albania (bandiera)   | C     | Sajmir Patushi   |
|    | Albania (bandiera)   | C     | Sokol Prenga     |
|    | Albania (bandiera)   | C     | Mahir Halili     |
|    | Albania (bandiera)   | C     | Ardian Mema      |
|    | Albania (bandiera)   | C     | Ervin Bulku      |
|    | Albania (bandiera)   | C     | Redi Jupi        |
|    | Argentina (bandiera) | A     | Daniel Zaccanti  |
|    | Albania (bandiera)   | A     | Indrit Fortuzi   |
|    | Albania (bandiera)   | A     | Fjodor Xhafa     |
|    | Albania (bandiera)   | A     | Eldorado Merkoçi |